# Ypreville-Biville
Ypreville-Biville é uma comuna francesa na região administrativa da Normandia, no departamento de Sena Marítimo. Estende-se por uma área de 10,26 km². Em 2010 a comuna tinha 588 habitantes (densidade: 57,3 hab./km²).